# 硫酸鍶
硫酸鍶（SrSO4）是鍶對應的硫酸鹽，外觀為白色晶體狀粉末，在自然界中以礦物天青石的形式存在。其極微溶於水，比例為8800:1，即8800體積的水能溶解1體積的硫酸鍶，相比而言，鹽酸和硝酸的鍶鹽更溶於，微溶於鹼性氯化物中，如氯化鈉。

## 結構
硫酸鍶是一種聚合物，與硫酸鋇有相同結構。一小部分放射蟲等原生動物會利用硫酸鍶晶體作為它們骨骼的主要成份。

## 應用
在自然界中，發現硫酸鍶會作為發現其他鍶的化合物的先兆，而且這種方法更實用。在工業上會為了將其用作初期製陶或煙火製造而將硫酸鍶分別加工成碳酸鍶或硝酸鍶。